# Cunonia bullata
Cunonia bullata là một loài thực vật có hoa trong họ Cunoniaceae. Loài này được Brongn. & Gris mô tả khoa học đầu tiên năm 1872.